# Jerusalem’s Lot
Jerusalem’s Lot (vagy gyakran csak Salem's Lot) egy fiktív Maine-állambeli amerikai kisváros, Stephen King néhány művének helyszíne.
Első alkalommal a Borzalmak városa (1975) című műben bukkan fel; ebben játssza a legfontosabb szerepet is, de több másik műben is előkerül.

## Hatások
Jerusalem’s Lot megteremtését H. P. Lovecraft művei inspirálták, aki egyébként is nagy hatással volt Kingre. Lovecraft kitalált három új-angliai kisvárost (Arkham, Dunwich és Innsmouth), és King ezt az ötletet kölcsönözte, amikor létrehozta Jerusalem’s Lot, Castle Rock, és Derry települést.

## A város felbukkanása
- Borzalmak városa (1975)
- A ragyogás (1977)
- Jerusalem’s Lot (novella, Éjszakai műszak, 1978)
- Még egyet útravalónak (novella, Éjszakai műszak, 1978)
- Állattemető (regény) (1983)
- A Setét Torony-regényfolyam V., VI. és VII. része

## Külső hivatkozások
- a város Maine térképén (stephenking.com)